# Sarow (Rosja)
Sarow (ros. Саров) – miasto zamknięte w obwodzie niżnonowogrodzkim w Rosji, pozostające w gestii Federalnej Agencji Energii Atomowej Rosatom (Государственная корпорация по атомной энергии «Росатом»). Od 1946 do 1991 roku miejscowość ukryta była pod nazwą Arzamas-16, następnie do 1995 miasto nosiło nazwę Kriemlow (ros. Кремлёв).
Pierwsza mordwińska osada na tym terenie powstała w XII wieku. W 1298 miasto zdobyli Tatarzy. Intensywne rosyjskie osadnictwo w mieście rozpoczęło się w 1664 wraz z powstaniem prawosławnego Monasteru Zaśnięcia Matki Bożej, który został zamknięty przez władze sowieckie w 1927 (decyzja zapadła w 1925). W miejscu klasztoru otworzono gminę pracy dla dzieci, a w 1931 obóz pracy NKWD dla dorosłych.
W 1946 roku w mieście powstało biuro konstrukcyjne KB-11 (VNIIEF) zajmujące się konstrukcją i produkcją ładunków nuklearnych, a nazwę miasta jako ośrodka badawczego zmieniono w oficjalnych dokumentach na Arzamas-16 (1946-1991); nazwę cywilną Kriemlow wprowadzono w 1952, a w 1954 ośrodek otrzymał status miasta zamkniętego i usunięto je z cywilnych map oraz spod zarządu cywilnej administracji.
1 września 2009 w mieście otwarto szkołę cerkiewną im. św. Serafima z Sarowa.

## Sport
- HK Sarow – klub hokejowy